# صقر أبو فخر
صقر أبو فخر كاتب فلسطيني يعيش في لبنان. وهو محرر سابق في مجلة الدراسات الفلسطينية الصادرة عن مؤسسة الدراسات الفلسطينية؛ وهو باحث ومؤلف متخصص في الشؤون العربية، مع التركيز بشكل خاص على الشؤون الفلسطينية. بدأ الكتابة عام 1973، ونشرت كتاباته في جريدة السفير ومجلة الدراسات العربية ومجلة شؤون فلسطينية.

## حياته
شغل صقر العديد من المناصب التحريرية والبحثية. وعمل سكرتيرًا لتحرير «ملحق فلسطين» في صحيفة السفير. في الثمانينات شغل منصب رئيس التحرير / مدير التحرير المساعد لعدد من المجلات والمعاهد البحثية، ومنها مركز التخطيط التابع لمنظمة التحرير الفلسطينية ومؤسسة الدراسات الفلسطينية. كتب بإسهاب عن التاريخ والثقافة الفلسطينية ووضع اللاجئين الفلسطينيين في لبنان. تُرجمت كتاباته إلى التركية والكردية والفارسية والفرنسية والإنجليزية. وهو عضو الاتحاد العام للكتاب والصحفيين الفلسطينيين، ولجنة الإعلام في المجلس الدولي للفلسطينيين في الشتات - جنيف.

## تحصيله العلمي
حصل أبو فاخر على درجة البكالوريوس في الاقتصاد عام 1976.

## كتبه
ألف عدد من الكتب منها:
- الحركة الوطنية الفلسطينية
- الدين والدهماء والدم
- سورية وحطام المراكب المبعثرة
- الهرطوقي الحكيم
- حوار مع أدونيس
- أعيان الشام وإعاقة العلمانية في سوريا
- حوار مع صادق جلال العظم
- الماسونية في عماء التاريخ
- الجذور والتراب
- في نفي المنفى
- شفيق الحوت؛ الإنسان، المكان، القضية[2]

كما قام بتحرير ونشر القصص القصيرة للكاتبة سميرة عزام التي لم تكن قد نشرتها قبل وفاتها.